# Хайшем (Монтана)
Хайшем (англ. Hysham) — крупнейший город и административный центр округа Трежер в штате Монтана в Соединённых Штатах Америки.
Согласно данным переписи населения США 2020 года число жителей города 
составляло 276 человек, что, для такого небольшого населённого пункта, существенно больше (− 11.5%), чем было во время предыдущей переписи, проводившейся в 2010 году (312 человек).

## История
Когда в 1889 году Территория Монтана стала штатом Монтана, будущий участок Хайшема был просто пустым местом в холмистой прерии вдоль реки Йеллоустоун. В то время эта территория находилась в пределах обширного округа Кастер, который охватывал большую часть восточной Монтаны, а также включал восточную часть индейской резервации Кроу. Территория была открыта для заселения в 1906 году после того, как федеральное правительство переместило границу резервации Кроу дальше на запад, в её нынешнее местоположение. Это сделало возможным развитие ферм и ранчо по всей территории и в то же время позволило создавать небольшие некорпоративные сообщества, такие как Хайшем.
Крупное ранчо крупного рогатого скота Flying E содержало тысячи голов крупного рогатого скота в регионе. Чарли Дж. Хайшем переехал из города Ред-Оук в штате Айова для управления ранчо. Чтобы облегчить доставку больших объемов поставок, необходимых ранчо Northern Pacific Railroad построила подъездную ветку для разгрузки товаров и материалов, которые Хайшем заказал у Billings and Forsyth. В 1907 году разгрузочная точка подъездной ветки стала ядром будущего города .
Джеймс О. Локкард построил здесь первое жилое здание вскоре после того, как этот район был открыт для поселения. Позже его поместье к югу от железнодорожных путей станет «пристройкой Локкарда» в Хайшеме. Универсальный магазин располагался к северу от железнодорожных путей и также служил первым почтовым отделением Хайшема, а Локкард был назначен первым почтмейстером. Хайшем медленно рос в соответствии с общим процессом, типичным для всего фронтира, когда первоначальная коммерческая или транспортная потребность создавала место, которое затем росло по мере того, как поселенцы селились поблизости. Это, в свою очередь, привело к появлению других коммерческих предприятий, за которыми последовали школы, церкви, банки, правительство и другие общественные учреждения.
В 1916 году сообщество было включено в реестр штата и официально получила статус города.
В 1994 году исторический театр «Юкка» в Хайшеме был занесён в Национальный реестр исторических мест США.

## География
Город Хайшем расположен на высоте 811 метров над уровнем моря, на севере граничит с рекой Йеллоустоун, а окрестности представляют собой холмы и сельскохозяйственные угодья.

## Климат
Согласно системе классификации климатов Кёппена, в Хайшеме жаркий летний влажный континентальный климат, сокращённо обозначаемый на климатических картах аббревиатурой «Dfa».